# Юпитер, Нептун и Плутон (Караваджо)

Караваджо. Юпитер, Нептун и Плутон. 1597. Масло

«Юпитер, Нептун и Плутон» (итал. Giove, Nettuno e Plutone; 1597) — плафонная роспись выдающегося художника итальянского барокко Микела́нджело Меризи да Карава́джо. Находится в Риме, в Казино дель Аврора, бывшем охотничьем домике несохранившейся виллы Бонкомпаньи-Людовизи. Написана необычным способом — маслом по штукатурке — и, следовательно, не является фреской, хотя иногда её некорректно так называют. Как правило, маслом пишут по холсту или (реже) по дереву.
Согласно раннему биографу, Караваджо одной из своих целей ставил опровержение мнения критиков, считавших, что у художника нет правильного понимания перспективы. Три фигуры на картине изображены в самом драматическом из возможных ракурсов. Они опровергают утверждение, будто художник рисовал только с натуры. Похоже, что Караваджо изобразил у всех трёх богов собственное лицо.
Роспись создана для покровителя Караваджо, Франческо Мария дель Монте, на потолке садового домика кардинала (позднее известного как Вилла Людовизи). Кардинал интересовался алхимией. Караваджо написал аллегорию алхимической триады Парацельса: Юпитеру соответствуют сера и воздух, Нептуну — ртуть и вода, а Плутону — соль и земля. Узнать каждую фигуру можно по её животному: Юпитера по орлу, Нептуна по гиппокампу, Плутона по трёхглавому псу Церберу. Юпитер протягивает руку, чтобы сдвинуть небесную сферу, на которой Солнце вращается вокруг Земли. Несмотря на то, что Галилей был другом дель Монте, ему ещё только предстояло оставить свой след в космологии.
Казино Аврора является частной собственностью, посетить его можно по предварительному запросу.